# Retrat de Jeanne Hébuterne
Retrat de Jeanne Hébuterne (Ritratto di Jeanne Hébuterne) és un oli sobre tela de 91,4 × 73 cm realitzat per Amedeo Modigliani durant els anys 1918-1919 i dipositat al Metropolitan Museum of Art de Nova York.

## Context històric i artístic
Les obres de Modigliani van adquirir una major simplicitat i un nou lirisme a partir del moment en què l'artista va conèixer l'estudiant d'art Jeanne Hébuterne el juliol del 1917, la qual tenia llavors 19 anys i ell 33. Sembla que mai es va cansar de pintar-la, malgrat la seua precària salut. En conjunt, aquests retrats capten tots els seus estats d'ànim i es caracteritzen per una nova pinzellada més delicada i unes formes més simples circumscrites per unes línies que es corben mandrosament. Però aquest nou sentiment no es limita a traslluir tan sols en els quadres de la seua jove amant: també es reflecteix en altres retrat que Modigliani va pintar entre els anys 1918 i 1919, obres com Il contadinello i Ragazzo seduto con cappello (1918). De totes maneres, els quadres que va pintar de Jeanne són especials, característica que s'adverteix sobretot en aquest Retrat de Jeanne Hébuterne.
Quan Modigliani va morir de tuberculosi el 1920, Jeanne, embarassada, es va suïcidar l'endemà llançant-se per la finestra de la cinquena planta de casa dels seus pares.

## Descripció
Aquesta pintura és voluptuosa en tots els seus detalls: des del seu llarg rostre ametllat i emmarcat pels seus cabells de color caoba fins al seu coll de cigne, les espatlles lleugerament caigudes, els braços estilitzats i unes mans i uns canells exquisidament femenins. És especialment captivadora la posició de la mà esquerra, amb el dit flexionat cap enrere i pressionant amb aire interrogatiu la galta (gest que recorda el Retrat de la senyora de Paul-Sigisbert Moitessier de Jean Auguste Dominique Ingres, realitzat el 1856).
En termes formals, aquest retrat és molt simple i consisteix en una sèrie de corbes que es mouen entre si, enfrontades les unes a les altres. La corba ascendent dels enagos blancs, els quals amaguen el seu embaràs, de Jeanne dona la volta per sobre de les seues espatlles i continua per la vora descendent de la tela taronja que apareix a la dreta del quadre. En contraposició, s'adverteix un moviment una mica serpentejant a la part superior dreta de la figura que culmina en la inclinació del coll i el cap de la dona.
Respecte al seu cromatisme, l'obra fa servir unes subtils tonalitats que deriven de l'oposició complementària del blau i del taronja.